# Desert Eagle
Desert Eagle (česky pouštní orel), nebo také „Deagle“ [diːgəl], je samonabíjecí pistole známá použitím náboje .50 Action Express.
První návrh vznikl v roce 1979. První prototyp byl vyroben o dva roky později firmami Magnum Research Inc. a IMI (zkratka Israeli Military Industries). Pistoli v současnosti vyrábí firma IMI, v roce 1995 byla výroba přesunuta do firmy Saco Defense ve státě Maine v USA, ale v roce 2000 se znovu vrátila do Izraele, poté, co Saco převzala společnost General Dynamics. Od roku 2009 se pistole Desert Eagle vyrábí ve Spojených státech v závodě MRI Pillager v Minnesotě.
Desert Eagle je velmi velká a velmi těžká pistole (verze .50AE má hmotnost dva kilogramy) a je tedy jednou z největších na světě.
Někdy ji používají lovci na lovení velké a odolné zvěře. Na běžné nošení však vhodná není, hlavním důvodem je její značná hmotnost a neskladnost.
Desert Eagle se vyrábí v několika variantách v ráži .357 Magnum, .41 Magnum, .44 Magnum, .440 Corbon a nejvýkonnější .50 Action Express. Hlavně mají také různé délky – 15 a 25 centimetrů.
Do roku 1999 se vyráběla varianta s délkou 35 centimetrů. Zásobník má kapacitu 9 nábojů pro .357 Magnum, 8 nábojů pro .44 Magnum a .41 Action Express a 7 nábojů pro .440 Corbon a .50 AE. Pistole se vyrábí v chromovaném, černém a dalších barevných provedeních.
Vzhledem ke specifičnosti zbraně se nepředpokládá, že by byla zavedena u jakýchkoli ozbrojených složek jako standardní zbraň. Značný zpětný ráz všech jejích ráží prakticky znemožňuje použití pro policii kvůli špatné ovladatelnosti. Veliké rozměry a hmotnost neumožňují skryté či dlouhodobé nošení a zpomalují manipulaci se zbraní. Nízká kapacita je další nevýhodou. Desert Eagle je ale nesmírně populární mezi civilními střelci. Jakožto velmi výkonná a impozantní zbraň je považován za symbol, ba přímo artefakt a mít jej v ruce, nebo s ní dokonce střílet, je pro většinu zbraňových nadšenců zážitek na celý život.